# Friedrich Gunkel
Friedrich Gunkel (* 17. August 1819 in Kassel; † 27. Februar 1876 in Rom durch Suizid) war ein deutscher Maler.

## Leben
Gunkel studierte gemeinsam mit Ludwig Des Coudres, Gustav Kaupert und dessen Bruder Julius sowie Louis Katzenstein an der Akademie in Kassel. Hier war er Schüler von Ludwig Emil Grimm und Friedrich Wilhelm Müller und galt bald als bester Schüler der Zeichenklasse. Er ging nach Berlin und arbeitete im Atelier von Peter von Cornelius als dessen Gehilfe.
Ab dem 9. Mai 1847 lebte er als Deutschrömer in Rom und wurde Mitglied des Deutschen Künstlervereins. 1856 bildete er zusammen mit den Bildhauern Gustav Kaupert und Heinrich Gerhardt sowie dem Maler Heinrich Dreber eine Wohngemeinschaft. 1867 reiste er nach Florenz. Wegen drohender Erblindung nahm er sich 1876 im Park der Villa Giulia in Rom das Leben.

## Werke

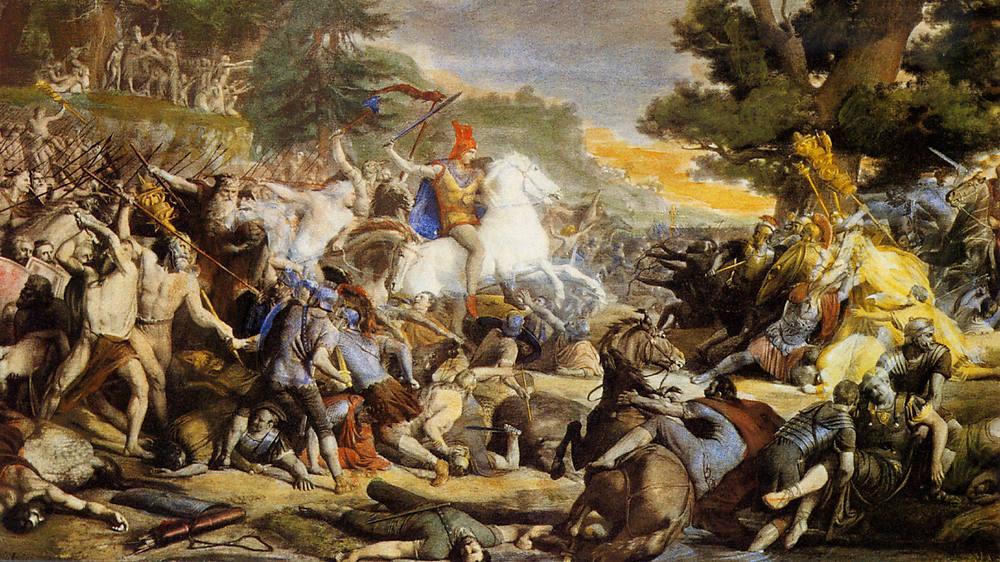
Hermannsschlacht (nachkolorierte Abbildung)

Gunkels bekanntestes Werk war die Hermannsschlacht, ein monumentales Historiengemälde, das der bayerische König Maximilian II. 1857 für das Maximilianeum bestellt hatte und das Gunkel 1862 bis 1864 in München vollendete. Es wurde im Zweiten Weltkrieg zerstört und ist nur in Fotografien und Reproduktionen erhalten.
In der Museumslandschaft Hessen Kassel finden sich das Porträt Gustav Kaupert, entstanden 1849 in Rom, der Studienkopf des Zimmermeisters George Hoffmann  sowie das im Auftrag des Kasseler Kunstvereins 1865 entstandene Historiengemälde Drusus und die Germanin.